# NGC 2955
NGC 2955 je galaksija u zviježđu Malom lavu.

## Vanjske poveznice
- SEDS: NGC 2955